# Nicholas Nickleby

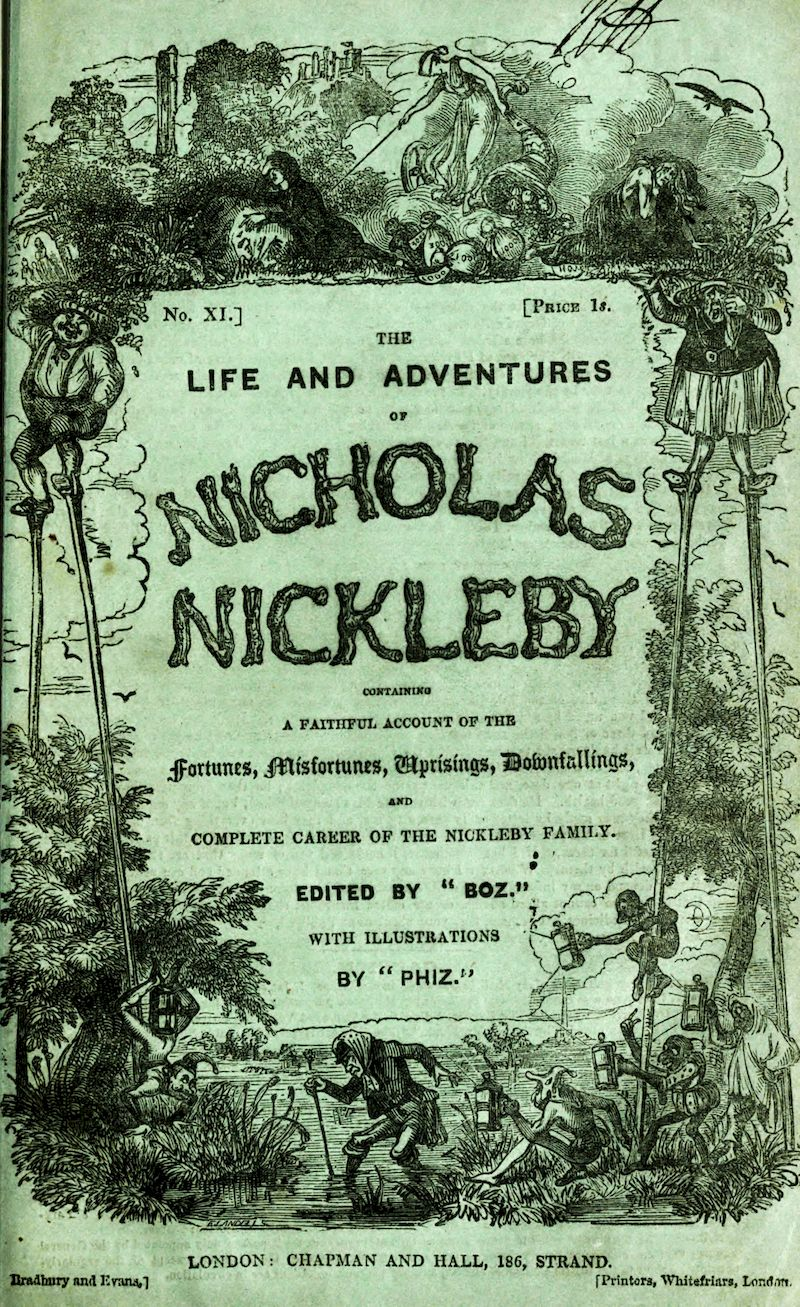
Illustration aus dem Buch „Nicholas Nickleby“ von Charles Dickens

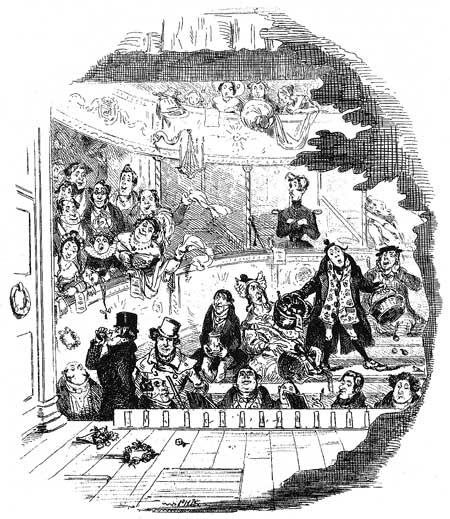
Nicholas Nickleby, Illustration Nr. 15 von Hablot Browne, 1839

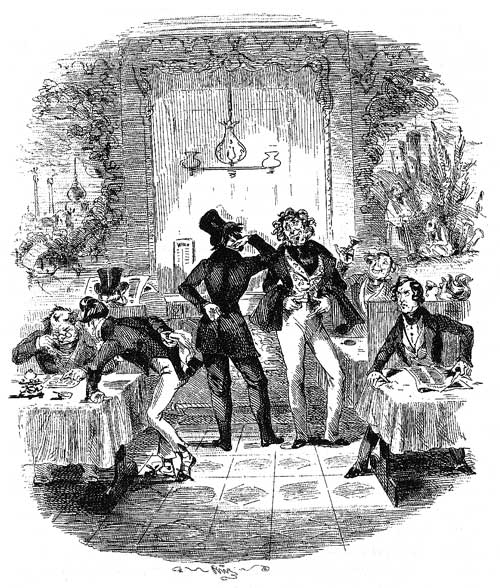
Nicholas Nickleby, Illustration Nr. 20 von Hablot Browne, 1839

Nicholas Nickleby (auch: Nikolas Nickleby oder Nikolaus Nickleby; englischer Originaltitel: The Life and Adventures of Nicholas Nickleby) ist ein Roman von Charles Dickens aus dem Jahr 1838/1839. Durch den persönlichen Kontakt von Dickens mit dem Verleger George Westermann wurde der Roman sehr zügig von Karl Heinrich Hermes übersetzt und ebenfalls noch 1838–1839 in Braunschweig herausgegeben. Weitere deutsche Übersetzungen stammen von Carl Kolb (1855), Julius Seybt (1898), Gustav Meyrink und Maria von Schweinitz (1966).

## Handlung

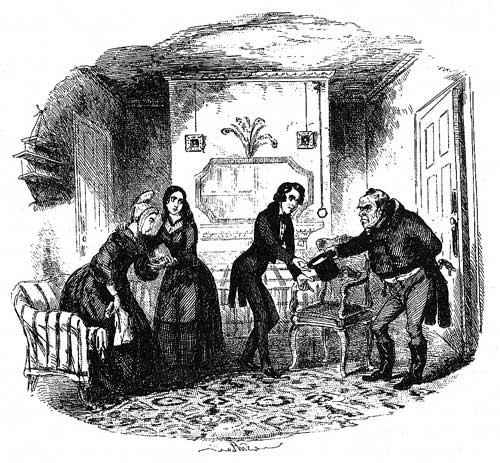
Mr Ralph Nicklebys erster Besuch bei seinen armen Verwandten

Der sozialkritische Gesellschaftsroman spielt um das Jahr 1830 und beginnt mit dem Tod von Nicholas Nicklebys gleichnamigem Vater. Er hatte sich bei Aktiengeschäften verspekuliert und den Ruin nicht verkraftet. Nach seinem Tod muss die Familie das Anwesen in Devonshire verlassen und sucht Unterstützung bei dem ebenso vermögenden wie geizigen Bruder des Vaters, Ralph Nickleby, in London. Ralph Nickleby wird zum Hauptgegenspieler Nicholas’. Er bringt Nicholas dazu, eine Stellung als Hilfslehrer in der weit entfernten Erziehungsanstalt Dotheboys Hall anzunehmen.
Die angebliche Wohltat erweist sich schon bald als listiger Versuch, den ungeliebten Neffen loszuwerden. Nicholas stellt fest, dass die Schüler als Mittel zum Geldverdienen betrachtet und missbraucht werden. Der Anstaltsleiter Wackford Squeers und seine Familie ziehen aus den Schülern nur persönlichen Profit. Nicholas ist der einzige, der sich für die Belange der Schüler einsetzt, wird entsprechend von den Schülern geliebt und von Mrs. Squeers gehasst. Ein ehemaliger Schüler namens Smike, der jetzt für sein Essen unter miserablen Bedingungen arbeiten muss, hängt sich besonders an Nicholas an. Smike flieht eines Tages aus Dotheboys Hall, wird aber schon nach kurzer Zeit wieder aufgegriffen und vom Anstaltsleiter vor den anderen Schülern schwer misshandelt und fast erschlagen. Nicholas verhindert dies und schlägt Squeers zusammen. Dann verlässt Nicholas die Anstalt mit Smike in Richtung London.
Auf ihrer Flucht kommen die beiden Freunde bei der Theaterbühne des Vincent Crummles in Portsmouth unter. Nicholas wird an dieser Bühne unter dem Künstlernamen „Mr. Johnson“ zum gefeierten Darsteller und Stückeautor, verlässt die Theaterwelt aber, als er erfährt, dass seine Schwester Kate und seine Mutter in der Zwischenzeit von Onkel Ralph auf unterschiedlichste Weise drangsaliert werden. So mussten sie auf Drängen Ralphs die Unterkunft bei Miss La Creevy, die zur Freundin der Familie geworden war, aufgeben und in eine günstigere Unterkunft umziehen. Die Anstellung bei der Hutmacherin Mrs. Mantalini verliert Kate durch Intrigen der Angestellten Miss Knag (ein frühes literarisches Beispiel für Mobbing). Schließlich setzt Ralph seine Nichte den Nachstellungen und sexuellen Belästigungen von Sir Mulberry Hawks aus, mit dem Ralph Nickleby geschäftlich verbunden ist – obwohl Ralph durchaus selbst ein Auge auf Kate geworfen hat.
Als Nicholas in London ankommt, gerät er als erstes an Sir Mulberry. Bei diesem Streit um Kate wird Sir Mulberry durch eine anfahrende Kutsche schwer verletzt. Die Nachricht davon sowie das Wissen um Nicholas’ Handgreiflichkeiten gegenüber Schulleiter Squeers verschärfen zunehmend den Konflikt zwischen Onkel und Neffen. Hilfe erfährt Nicholas dabei durch Newman Noggs, den Schreiber seines Onkels, der für Nicholas neben Smike zum engsten Freund wird.
Durch eine glückliche Fügung erhält Nicholas eine gut bezahlte Vertrauensstellung bei den Gebrüdern Charles und Ned Cheeryble. Durch sie lernen Nicholas wie auch seine Schwester Kate ihre großen Lieben kennen: Während Nicholas sich in Madeline Bray verliebt, einen Günstling der Gebrüder Cheeryble, kommt Kate deren Neffen Frank Cheeryble näher.
Der Konflikt zwischen Ralph und Nicholas steigert sich, als Ralph zusammen mit Schulleiter Squeers den vermeintlichen Vater von Smike, einen Mr. Snawley, präsentiert. Der falsche Vater fordert die Herausgabe des Jungen, was Nicholas verweigert. Auch wenn die Intrige fehlschlägt, setzt der Schock Smike so sehr zu, dass er schwer erkrankt. Der Höhepunkt des Konflikts wird erreicht, als Ralph seinen windigen Geschäftskollegen Arthur Gride dabei unterstützt, Madelines egozentrischen Vater Walter Bray unter Druck zu setzen, damit dieser Madeline in eine Hochzeit mit dem ältlichen Arthur Gride drängt. Eigentliches Ziel ist dabei, an ein Erbe Madeline Brays zu gelangen, von dem außer Ralph Nickleby und Arthur Gride niemand etwas weiß. Durch Zufall wird Newmann Noggs Ohrenzeuge des Komplotts, und in letzter Minute wird die Hochzeit noch verhindert.
Währenddessen wird Smike immer kränker und stirbt schließlich. Er findet seine letzte Ruhe wie Nicholas’ Vater unter einem riesigen Baum oberhalb des familieneigenen Landsitzes. Nach seinem Tod stellt sich heraus, dass Smike der totgeglaubte Sohn von Ralph Nickleby war. Der geheimnisvolle Brooker deckt diese familiäre Bindung auf. Er war es einst, der in Ralphs Auftrag den Knaben fortgeschafft hatte, als Ralph von seiner Frau verlassen worden war. Diese überraschende Wendung und große finanzielle Probleme treiben den Onkel am Ende in den Suizid. Für Nicholas geht die Geschichte glücklich aus. Er heiratet Madeline Bray. Kate heiratet Frank Cheeryble. Und noch eine dritte Hochzeit wird am Schluss bekannt gegeben: Miss La Creevy, die Freundin der Familie, heiratet Tim Linkinwater, den treuen Buchhalter der Cheerybles und väterlichen Freund Nicholas’.

## Theater
Die Royal Shakespear Company hat den Roman unter der Regie von Trevor Nunn auf die Bühne gebracht. Das Stück dauerte rund neun Stunden. Die Aufführungen in zwei Teilen fanden noch am alten Standort statt (Aldwych Theatre, Strand; der Standort vor dem Barbican Theatre). Mittwochs und Freitags beide Teile (neun Stunden): Beginn Teil 1 am frühen Nachmittag, unterbrochen von einer normalen Theaterpause. Zwischen Teil 1 und Teil 2 war eine längere Pause, damit die Zuschauer abendessen konnten, Beginn Teil 2 am Abend, diesmal unterbrochen von zwei Theaterpausen.
Man sagt, dass Trevor Nunn damals eine große Zahl von Schauspielern beschäftigen musste; deshalb hat er Nicholas Nickleby mit vielen Nebenrollen ausgewählt.
Nach London ging das Stück an den Broadway in New York und war dort auch erfolgreich.

## Verfilmungen
Der Roman wurde im Jahr 1947 unter der Regie von Alberto Cavalcanti mit Cedric Hardwicke in der Hauptrolle verfilmt.
In den 1970ern wurde das Musical Smike, basierend auf dem Roman, erstmals aufgeführt, später auch verfilmt.
Eine britische Miniserie wurde 1982 produziert und Anfang 1983 in den Vereinigten Staaten ausgestrahlt; die Verfilmung wurde daraufhin mit dem Emmy für die „Beste Miniserie“ ausgezeichnet.
Im Jahr 2001 produzierte ITV (Fernsehsender) The Life and Adventures von Nicholas Nickleby. Diese Produktion wurde mit einem BAFTA und einem RTS (Royal Television Society Award) für Kostümdesign ausgezeichnet. In Hauptrollen: James D’Arcy, Charles Dance, Pam Ferris, Lee Ingleby, Gregor Fischer, Tom Hollander, Tom Hiddleston.
Im Jahr 2002 entstand unter der Regie von Douglas McGrath, der auch das Drehbuch verfasste, der weitere Kinofilm Nicholas Nickleby mit Charlie Hunnam in der Hauptrolle. Neben Jamie Bell als Smike sind Jim Broadbent, Tom Courtenay, Alan Cumming, Edward Fox, Anne Hathaway, Barry Humphries, Nathan Lane, Christopher Plummer, Timothy Spall und Juliet Stevenson zu sehen.